# Osnago
Osnago (Usnach in dialetto brianzolo) è un comune italiano di 4 770 abitanti della provincia di Lecco in Lombardia.

## Geografia fisica

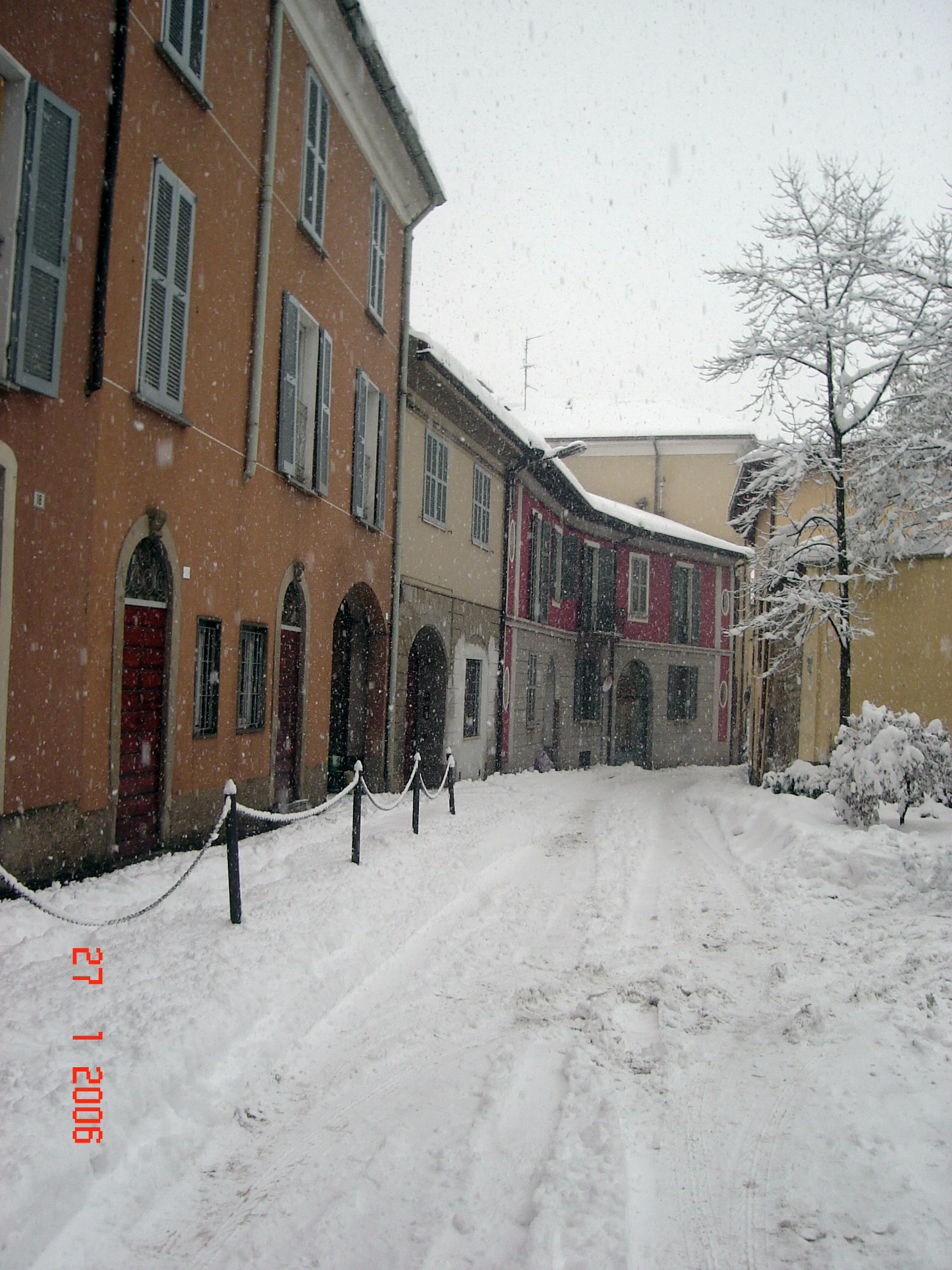
Via Cavour innevata

Osnago si trova in Brianza, nel territorio del Meratese, al confine tra l'alta pianura padana e le propaggini delle colline briantee, a ovest della Valle dell'Adda. Il territorio comunale si adagia in una conca tra l'altopiano morenico delle Orane e la collina del Dosso. Il territorio è attraversato dal torrente Molgora, affluente del torrente Curone. Il 41% della sua superficie fa parte dell'area protetta del Parco regionale di Montevecchia e della Valle di Curone.

## Origini del nome
Un tempo si faceva derivare il toponimo dall'espressione latina os lacus ("bocca del lago"), in riferimento a un presunto specchio d'acqua che in epoca romana avrebbe bagnato anche la zona di Cernusco Lombardone, Lomagna e Usmate. In realtà, stando a più recenti studi, l'origine sarebbe celtica: osn-āk(on), ossia "luogo dei frassini".
Nel X secolo il toponimo è attestato come Osonacum.

## Storia

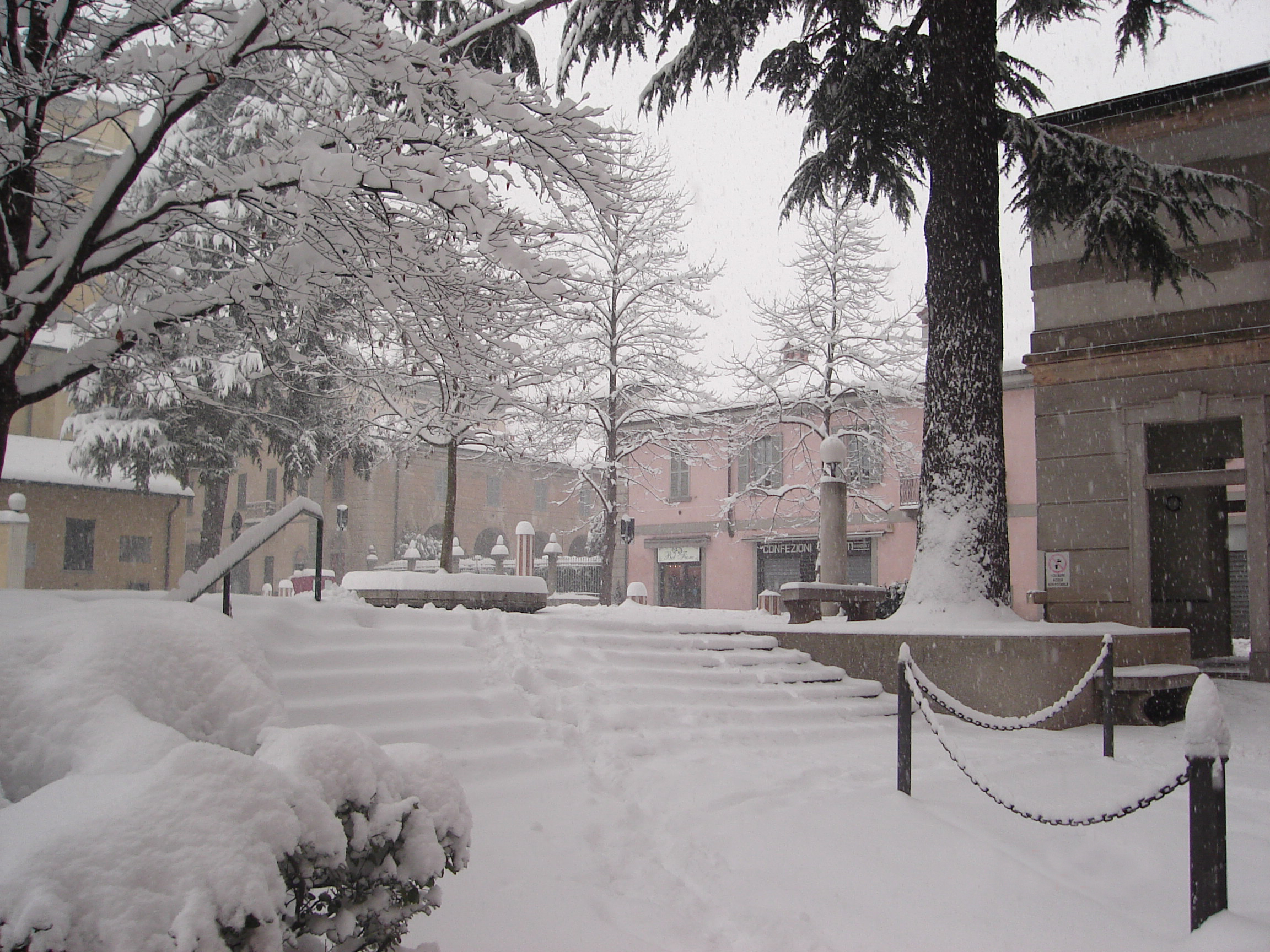
Osnago d'inverno

L'occupazione umana del suolo compreso tra i torrenti Curone e Molgora risale con buona probabilità all'età preistorica, date le testimonianze archeologiche e i cospicui giacimenti di selci rinvenuti.
Da Osnago, in epoca romana, passava la via Spluga, strada romana che metteva in comunicazione Milano con Lindau passando dal passo dello Spluga. Osnago rimase comunque per molti secoli un piccolo centro agricolo, forse presidiato militarmente (ne testimoniano la toponomastica dialettale e alcuni dettagli architettonici del centro paese), distante dai centri economici.
A partire dall'Alto Medioevo, Osnago fece parte del feudo di Carnate e ne seguì le sorti per lungo tempo.
Ne Le vicende della Brianza, Ignazio Cantù racconta che a Osnago l'Inquisizione abbia bruciato numerose donne accusate di stregoneria.
Durante il XIX secolo con la fondazione della fabbrica tessile Galimberti prende avvio lo sviluppo industriale del paese e con esso, lo sviluppo urbanistico.

### Simboli
Lo stemma del comune di Osnago è stato concesso, insieme al gonfalone municipale, con decreto del presidente della Repubblica del 10 settembre 1982.
Lo stemma di Osnago è stato ricavato dallo Stemmario di Marco Cremosano del XVII secolo (dove è blasonato: di rosso, alla branca di leone strappata e posta in banda d'oro), ma è presente anche nello Stemmario Trivulziano del XV secolo, ove la branca è invece d'argento.

## Monumenti e luoghi d'interesse

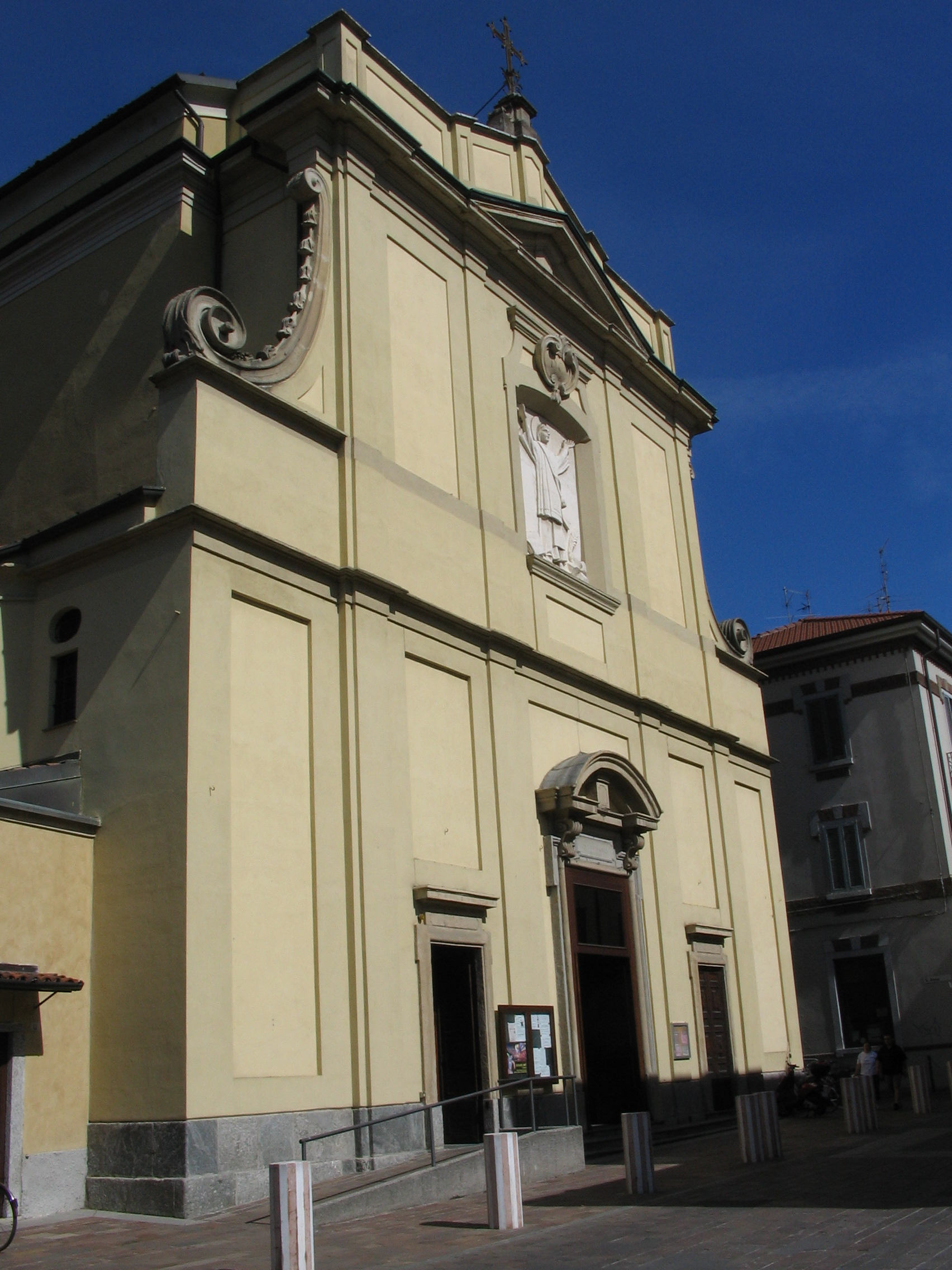
La chiesa parrocchiale

### Architetture civili
Osnago, come tutte le località brianzole, ospita ville patrizie di notevole pregio architettonico: Arese Lucini, De' Capitani, Nava, Galimberti e Ambrosini-Spinella.

#### Villa Arese
Villa Arese ospitò il poeta Ugo Foscolo, che per la contessa compose l'ode "All'amica risanata", e più tardi lo scrittore Alessandro Manzoni durante i suoi studi a Merate.
La villa fu realizzata nel XVII secolo, commissionata da Giulio Lucini alla famiglia dei Richini, i quali realizzarono un palazzo barocco che andò a incorporare un precedente edificio del XVI secolo. Quest'ultimo palazzo, già proprietà Sfondrati, era stato comprato nel 1590 da Francesco Lucini. La villa, che internamente conserva un salone del Seicento, fu rimaneggiata nel XIX secolo. La facciata, in stile neoclassico, fu infatti realizzata da Marco Casati tra il 1841 e il 1847.
Internamente, la villa conserva una camera da letto, nata come piccolo teatro nel XVIII secolo e decorata da Giovan Battista Sassi.
La cappella della villa, accessibile al pubblico dal 1652, ospita una Passione affrescata da Johann Christoph Storer e una Deposizione realizzata da maestranze della scuola dei Carracci.

#### Villa D'Agostino-Ambrosini-Spinella
La villa D'Agostino-Ambrosini-Spinella, sede di un comando tedesco durante la Repubblica Sociale Italiana, è attribuita all'architetto Ulisse Stacchini, che a Milano progettò la stazione Centrale e lo stadio Giuseppe Meazza.
Ugualmente accessibile è il parco della villa Ambrosini-Spinella-D'Agostino che nei mesi estivi ospita rassegne teatrali e cinematografiche.

#### Villa Crippa
La villa ospitò Carlo Passeroni (amico di Giuseppe Parini) durante la scrittura dell'opera Cicerone.

### Architetture religiose
I conti Arese Lucini furono i principali committenti dei due luoghi di culto cittadini, la chiesa di Santo Stefano Protomartire in centro paese (realizzata nella seconda metà del XVIII secolo) e il santuario della Beata Vergine di Loreto nella frazione Cappelletta, entrambi arricchiti da opere dell'artista Federico Ferrario. Numerose le edicole di culto ambrosiano.

### Altro

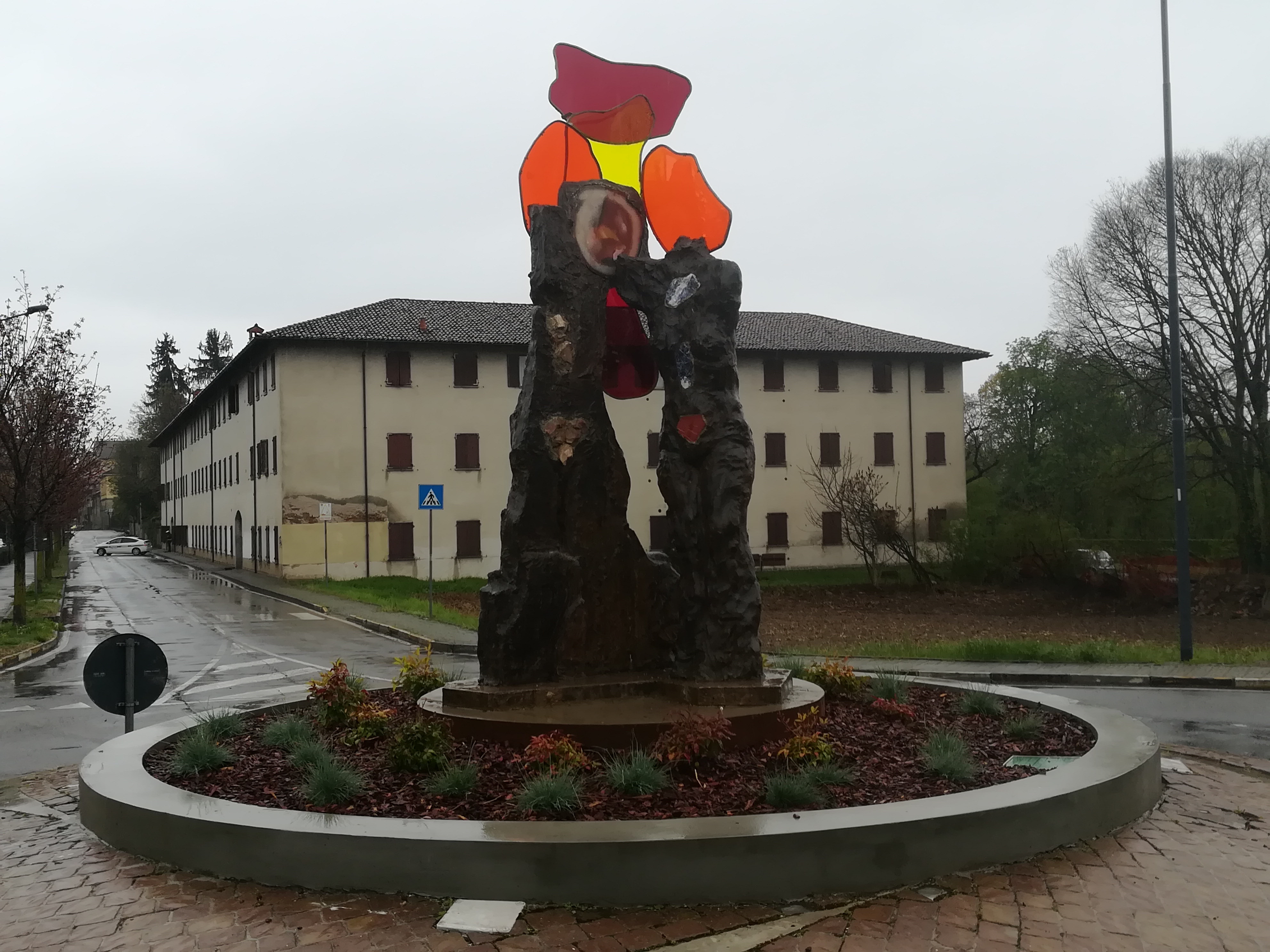
La scultura DUE di Bruno Freddi.

Edificio civico singolare è l'acquedotto ottocentesco, in piazza Vittorio Emanuele, attualmente adibito a "casa dell'acqua". Vestigia di impronta medievale si possono scorgere nelle vie del centro paese, in particolare i contrafforti in via San Carlo, una torretta sporgente tra via Cavour e via Trento e un arco gotico tra via Crocefisso e via Trieste.
Nel 2010 il comune di Osnago ha impiantato un "bosco urbano" all'interno dell'abitato cittadino, adibito a parco pubblico.

## Società

### Evoluzione demografica
- 1 000 nel 1751
- 923 nel 1771
- 839 nel 1805
- 1 373 nel 1809 dopo annessione di Lomagna
- 1 391 nel 1853

Abitanti censiti

### Etnie e minoranze straniere
Gli stranieri residenti nel comune sono 589, ovvero il 12,2% della popolazione. Di seguito sono riportati i gruppi più consistenti:
1. Romania, 162
2. Albania, 115
3. Marocco, 92
4. Senegal, n.d.

## Cultura

### Eventi
Sul suolo osnaghese si teneva la tradizionale fiera di san Giuseppe Artigiano. inoltre, tra maggio e luglio si tiene la manifestazione Un mese per gioco: l'evento consiste in serate di cinema all'aperto, concerti di musica classica, spettacoli di burattini.
Nel comune di Osnago, si tiene la Rassegna biennale d'arte contemporanea: La voce del corpo, ideata dall'artista Bruno Freddi. L'evento si svolge durante l'estate, per due settimane da fine giugno a inizio luglio, e vede la partecipazione di artisti italiani e internazionali.

## Economia
Osnago è dotata di un'area industriale di buone dimensioni (si contano oltre 100 aziende attive), che si estende principalmente a est della Statale, nella zona della Fiera di Osnago. La percentuale più consistente della forza lavoro è impegnata nel secondario, essendovi occupati il 60% dei lavoratori.
Proprio l'avanzamento negli anni passati delle aree destinate all'industria ha determinato una riduzione delle attività agricole, che si conservano intatte nella zona occidentale del comune, ai confini con Lomagna, Missaglia e Montevecchia.

## Infrastrutture e trasporti
Osnago è ben collegato con Lecco dalla SS342dir e dalla ferrovia, con Monza e Milano dalla A51 e dalla ferrovia, e infine con Como e Bergamo dalla SS342.
La Stazione di Osnago è stata oggetto di recupero e ristrutturazione nel 2013. Il fabbricato, di proprietà di Ferrovie dello Stato, è gestito dal Circolo ARCI La Lo.Co.

## Amministrazione

Gonfalone comunale

Dal 1946 sino al 1995 il Comune è stato amministrato da giunte monocolore espressione della Democrazia Cristiana, sindaci: Gaetano Morell (1946-1980) e Angelo Bonanomi (1980-1995). Dal 1995 ad oggi è stato amministrato da giunte espressione della lista civica di centrosinistra Progetto Osnago, sindaci: Marco Molgora (1995-2004), Paolo Strina (2004-2014), Paolo Brivio (2014-2024) e Felice Rocca (2024 - in carica).
Gli attuali gruppi consiliari sono: Progetto Osnago (capogruppo Federico Dusi) e Orgoglio Osnago (capogruppo Marco Riva).
Le cariche di consigliere comunale sono ricoperte a titolo gratuito (8 di maggioranza e 4 di minoranza), grazie all'approvazione unanime da parte del Consiglio Comunale - in data 7 ottobre 2016 - di un progetto predisposto dal gruppo Uno sguardo su Osnago che prevede la destinazione delle somme corrispondenti ai gettoni di presenza in un fondo "borse di studio".

## Sport
La squadra di Osnago è l'Audace Osnago che milita in seconda categoria.
Il suo campo si trova a Via Gorizia e il suo nome è Ernesto Consonni.